# Hardman Lever
Samuel Hardman Lever (18 avril 1869-1er juillet 1947), généralement connu sous le nom Hardman Lever, et comme « Sammie » à ses amis, est un financier et haut-fonctionnaire anglais.

## Biographie
Lever est né à Bootle, dans le Lancashire, et fait ses études à la Merchant Taylors 'School. Il est Expert-comptable en 1890. Il travaille comme comptable à Liverpool, à New York et à Londres.
En août 1915, il est nommé secrétaire financier adjoint au ministère des Munitions, où il est chargé des contrats et des finances. À la fin de 1916, il est nommé secrétaire financier du Trésor, généralement un poste politique, et occupe officiellement ce poste jusqu'en 1921. À partir de 1917, il occupe le poste conjointement avec Stanley Baldwin et, après 1919, laisse la plupart des fonctions à ce dernier.
Il est également commissaire adjoint aux finances aux États-Unis, de 1917 à 1918, représentant du Trésor au ministère des Transports de 1919 à 1921, membre du Weir Committee on Electricity qui a conduit à la création du National Grid et président de la commission d'enquête télégraphique. Il dirige les missions aériennes au Canada en 1938, ainsi qu'en Australie et en Nouvelle-Zélande en 1939.
Il est fait Chevalier Commandeur de l'Ordre du Bain (KCB) en 1917 et est créé baronnet dans les honneurs du Nouvel An 1920. Il reçoit également la Légion d'honneur et l'Ordre de la Couronne d'Italie.
Il est enterré avec son épouse, Edythe, dans le cimetière de St Mary's, Kings Worthy, Winchester, Hampshire.